# Ammophila evansi
Ammophila evansi är en biart som beskrevs av Menke 1964. Ammophila evansi ingår i släktet Ammophila och familjen grävsteklar. Inga underarter finns listade i Catalogue of Life.